# Here She Comes Now/Venus in Furs
«Here She Comes Now»/«Venus in Furs» — это совместный сингл американских рок групп Nirvana и The Melvins. Он был выпущен в 1991 и включал в себя две композиции: «Here She Comes Now», которую сыграли Nirvana, и «Venus in Furs», исполненной Melvins. Обе композиции являются кавер-версиями оригинальных треков The Velvet Underground.
Этот сингл был выпущен в количестве 1000 копий и был доступен в 20 разных цветах. Обложка сингла была сделана таким образом, что сторона Nirvana была похожа на альбом White Light/White Heat, тогда как сторона The Melvins напоминала альбом The Velvet Underground and Nico.
Позже, кавер-версия Nirvana вошла в трибьют-альбом Velvet Underground под названием Heaven and Hell: A Tribute to the Velvet Underground, Volume One а также в 2004 году была включена в With the Lights Out.

## Список композиций
1. Nirvana: «Here She Comes Now» (Джон Кейл, Стерлинг Морисон, Лу Рид)
2. The Melvins: «Venus in Furs» (Лу Рид)